# Parco della Vittoria Moskòvskij
Il Parco della Vittoria Moskòvskij o Moskòvskij Park Pobèdy (in russo Московский парк Победы?) è un parco pubblico di San Pietroburgo, dedicato alla vittoria nella Grande guerra patriottica. Il parco è situato nel Moskovskij rajon nella parte meridionale della città ed è delimitato ad ovest da Moskovskij prospekt, ad est da prospekt Jurij Gagarin, a sud dalla via Bassejnaja, a nord dalla via Kuznecovskaja; occupa un'area di 68 ettari. 
Al suo interno sono compresi diversi monumenti e padiglioni. Dal 1961 funziona la stazione Park Pobedy della metropolitana di San Pietroburgo.

## Storia
Il primo progetto del parco cittadino fu realizzato negli anni 1939-1940 dall'architetto Tatiana Dubjago come una parte del piano di sviluppo integrato della periferia sud, inclusa nel 1917 nei limiti della cittá. 

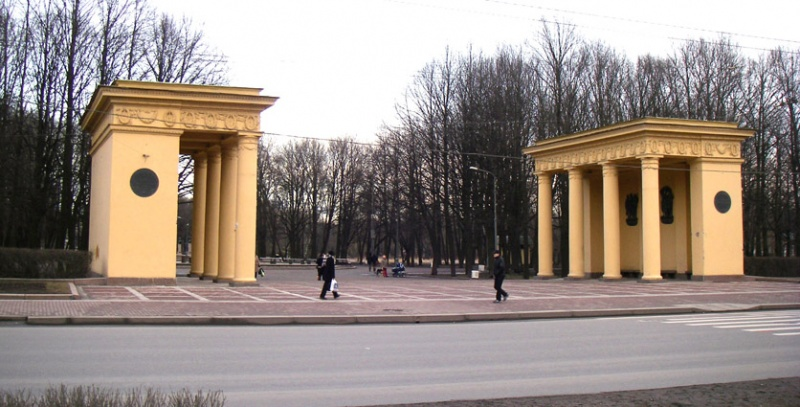
Propilei

 Al posto del parco odierno si trovavano dei resti di un antico parco con laghetti artificiali e anche un mattonificio con le sue cave d’argilla. La seconda Guerra mondiale interruppe i lavori di costruzione del parco. Durante l’assedio di Leningrado il mattonificio funzionava come crematorio, i corpi dei morti furono bruciati nei forni e i carrelli con le ceneri furono scaricati nelle cave allagate. Qui sono seppellite più di 100 000 persone morte di fame o per i bombardamenti della città assediata. 

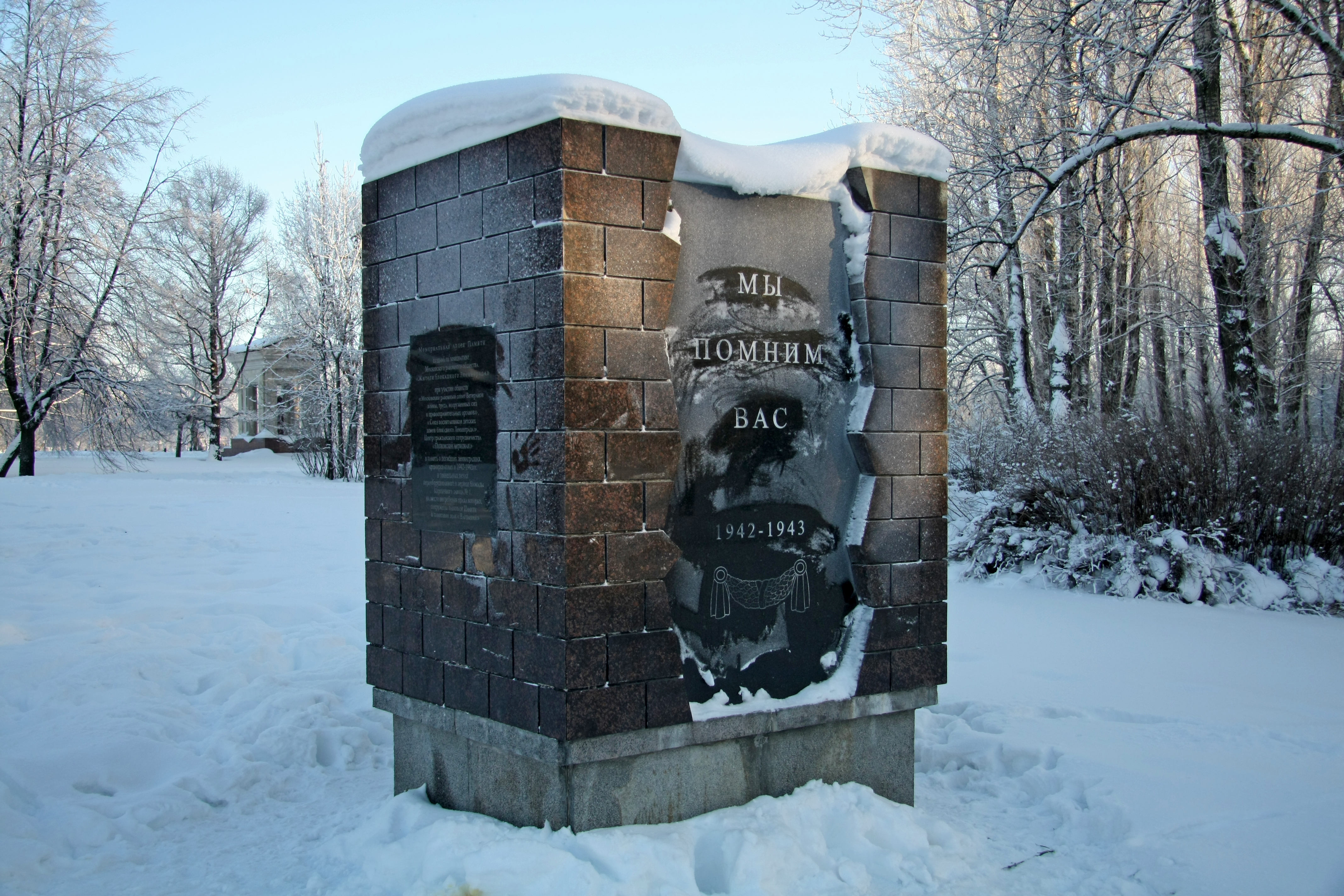
Monumento "Vi ricordiamo"

Dopo la guerra il parco venne riprogettato dagli architetti Evgenij Katonin e Valerian Kirchoglani come Parco della Vittoria – un monumento vivente al popolo vincitore, un simbolo, del trionfo sulla morte, della vita rivolta al futuro con gioia e speranza. Il 7 ottobre 1945 migliaia d’abitanti vennero per costruire il parco. Durante subbotniki piantavano alberi, bonificavano zone paludose, scavavano canali. Il parco fu inaugurato il 7 luglio 1946 e occupava una settima parte della superficie odierna. I lavori furono terminati nel 1957 con l'installazione dei propilei. Nel 1960 il mattonificio fu chiuso e il suo territorio passò al parco. L'omonima stazione della metropolitana, aperta nel 1961, ha collegato il parco agli altri distretti della città.
Negli anni settanta venne prolungato il viale degli Eroi. Con l'aumento del ruolo della Chiesa nella società, nella seconda metà degli anni ottanta, apparve il concetto del parco come un luogo di lutto sui resti delle migliaia di defunti. Le organizzazioni dei veterani dell'assedio supportarono questo concetto, cosi fu progettata la zona commemorativa nella parte sud-ovest del parco. La realizzazione del progetto, iniziata con l'installazione del padiglione commemorativo nel 1995, fu terminata con la costruzione di una chiesetta ortodossa nel 2009. Per il 50-mo anniversario della vittoria nella Grande guerra Patriottica, nel 1995 fu installato un monumento a G. K. Žukov. Negli anni tra il 2009 e il 2014 il parco fu oggetto del restauro completo.

## Viale degli Eroi

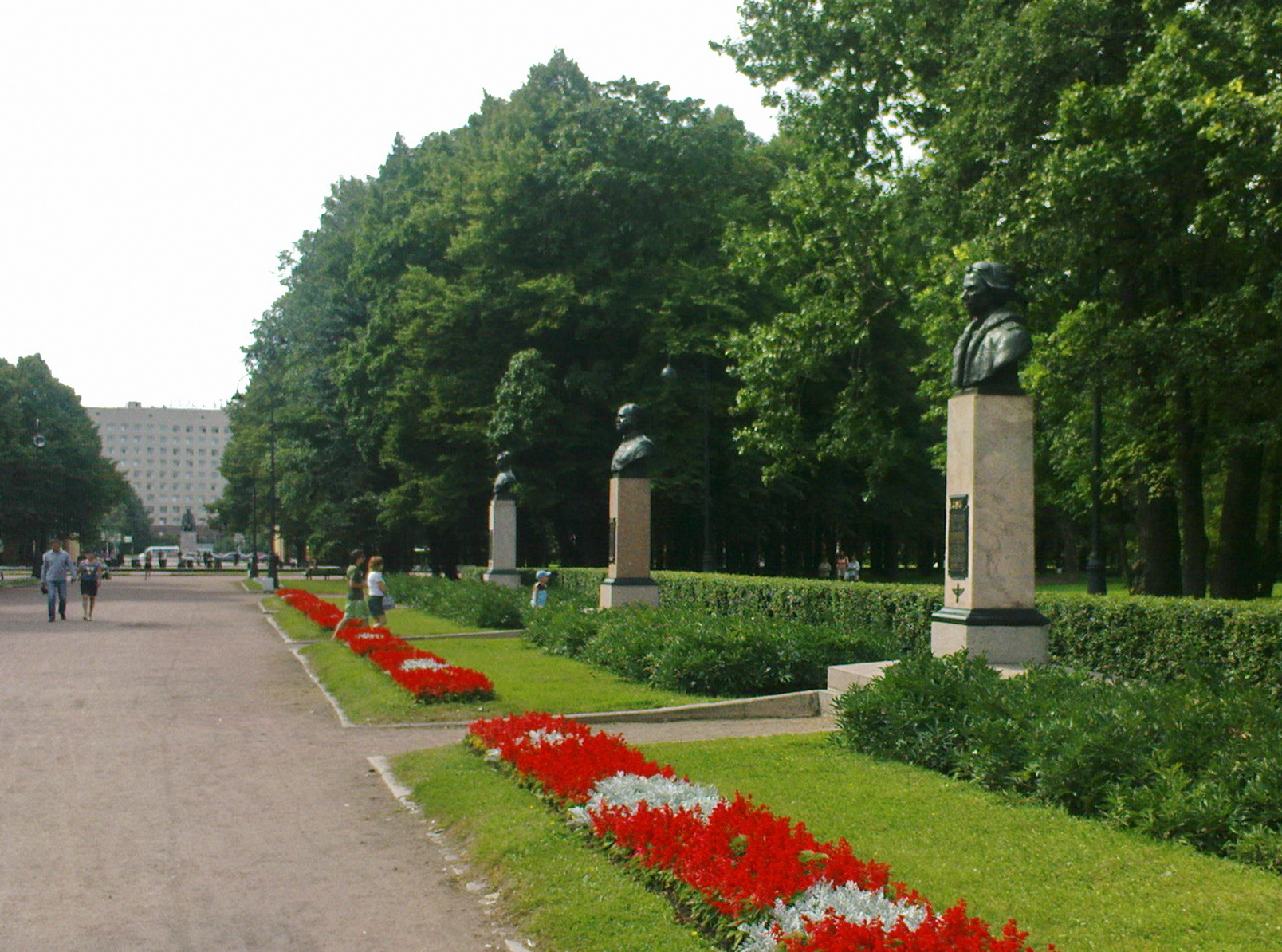
Viale degli Eroi

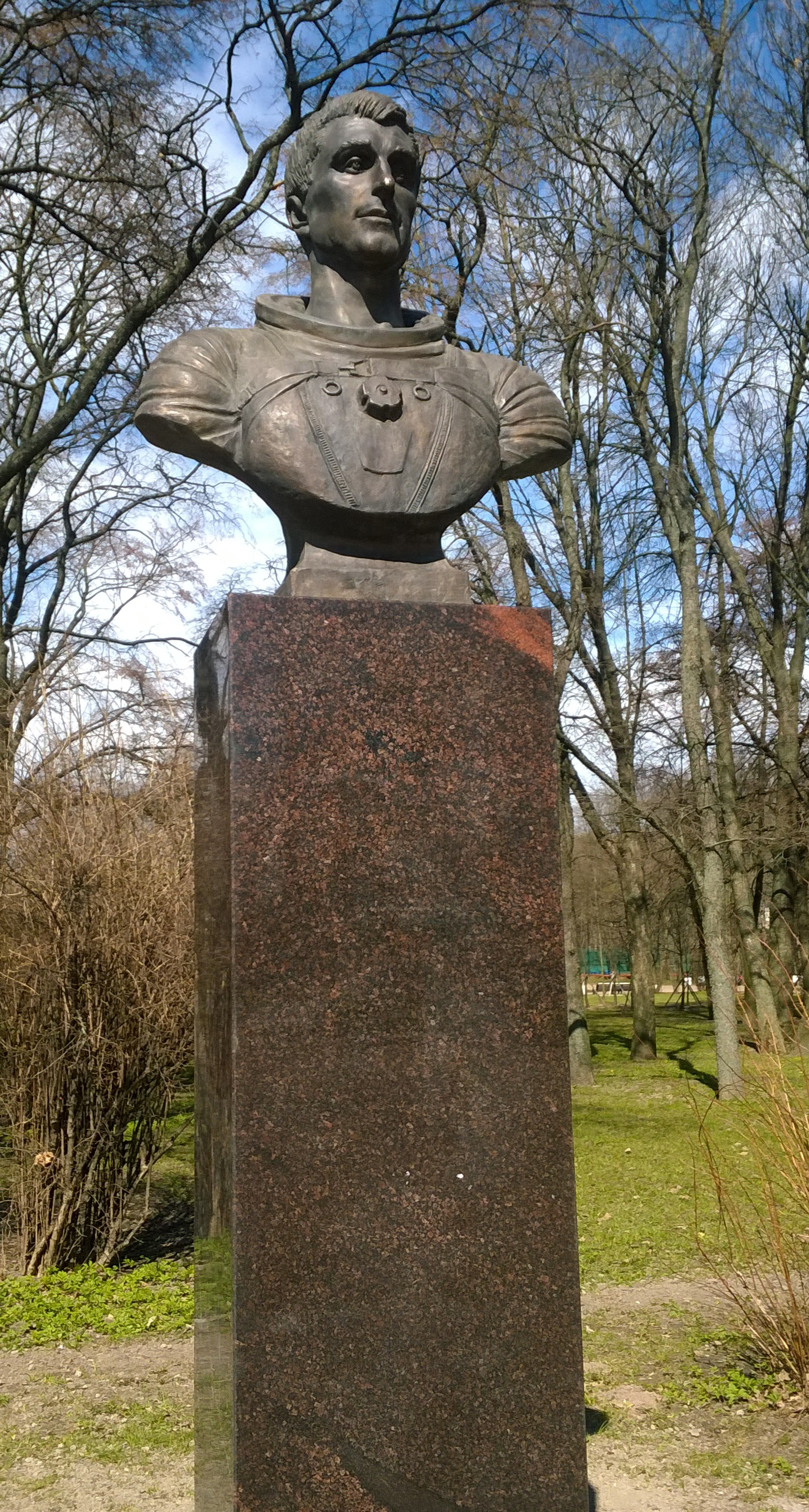
Cosmonauta Sergej Krikalëv

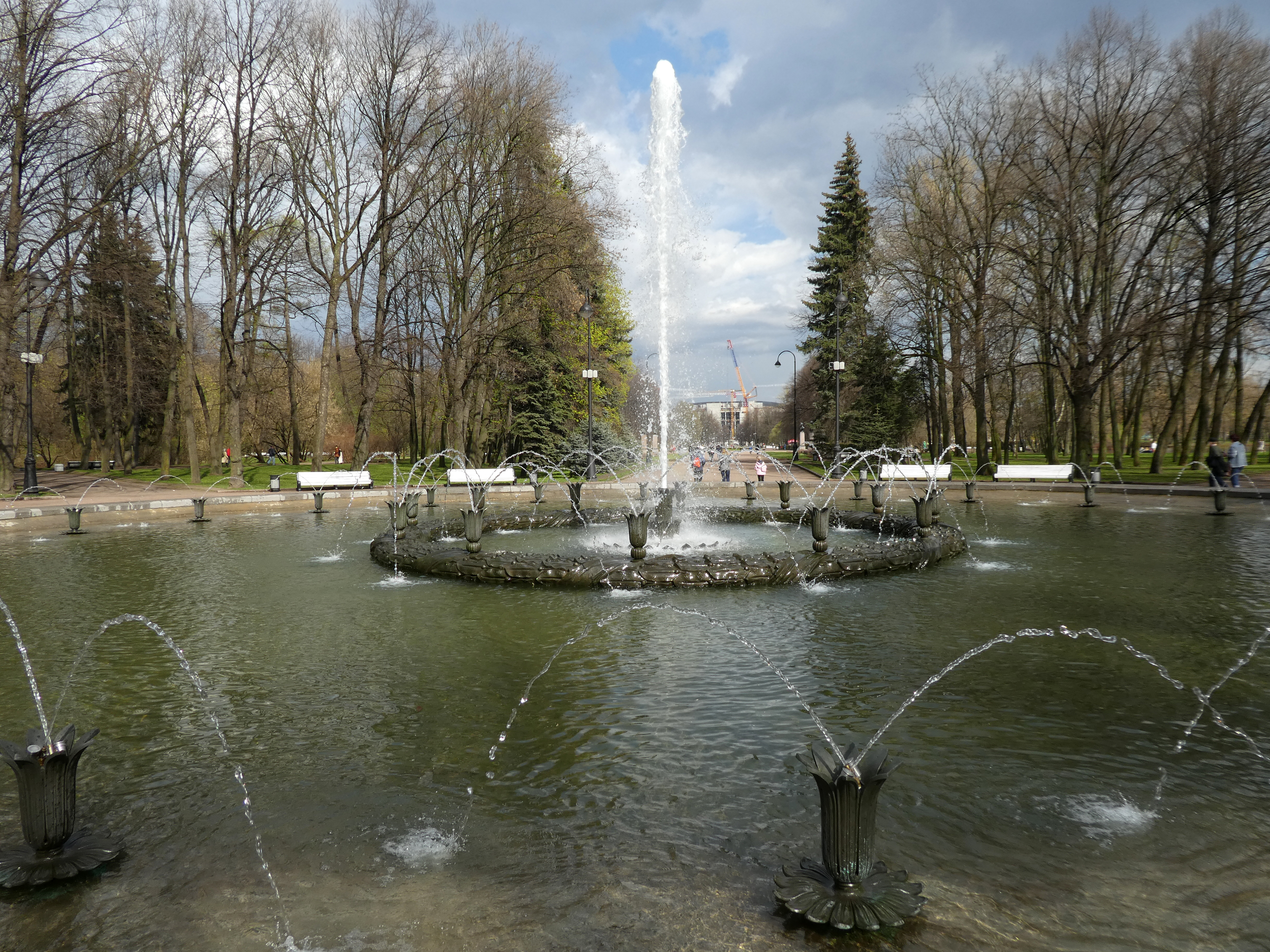
Fontana “La corona di gloria”

È il viale centrale che corre dall’ingresso monumentale in Moskovskij prospect fino all’uscita in prospekt Jurij Gagarin prospiciente il Palazzo dello sport e dei concerti di San Pietroburgo. 
Il viale degli Eroi comincia dai propilei, su progetto di V. Kirchoglani ornati da quattro colonne doriche con 6 bassorilievi in bronzo rappresentanti gli atti eroici del popolo durante la guerra. Poi c’è una fontana “La corona di gloria”, composta da una vasca rotonda di 25 metri di diametro ornata intorno al perimetro da 24 tulipani dai quali fuoriesce l'acqua. Il getto d’acqua centrale, alto 12 metri, è circondato dalla corona d’alloro dotata di altri 12 tulipani. Da ogni tulipano zampillano due getti d'acqua che formano gli archi, i quali intrecciandosi, creano l'impressione della corona. Negli anni 2019-2020 la fontana fu sottoposta ad un importante intervento conservativo. 
Dietro la fontana, a entrambi lati del viale, si trovano i busti dei militari sovietici nati a Leningrado e insigniti due volte di Eroe dell'Unione Sovietica. A partire dalla seconda metà degli anni settanta nel viale furono posti i busti dedicati ai nativi di Leningrado insigniti due volte di Eroe del lavoro socialista e più tardi anche di Eroe della Federazione Russa, tra questi anche il Primo ministro dell'Unione Sovietica Aleksej Kosygin, i cosmonauti Georgij Grečko e Sergej Krikalëv, la danzatrice Galina Ulanova, il tornitore Aleksej Čuev, l'oceanografo Artur Čilingarov.
Nella piazza, all’incrocio di due viali, si trova il monumento scultoreo raffigurante il Maresciallo dell'Unione Sovietica Georgij Konstantinovič Žukov, il principale comandante sul campo delle forze sovietiche durante la guerra, opera di Jan Nejman del 1995.

## Zona commemorativa

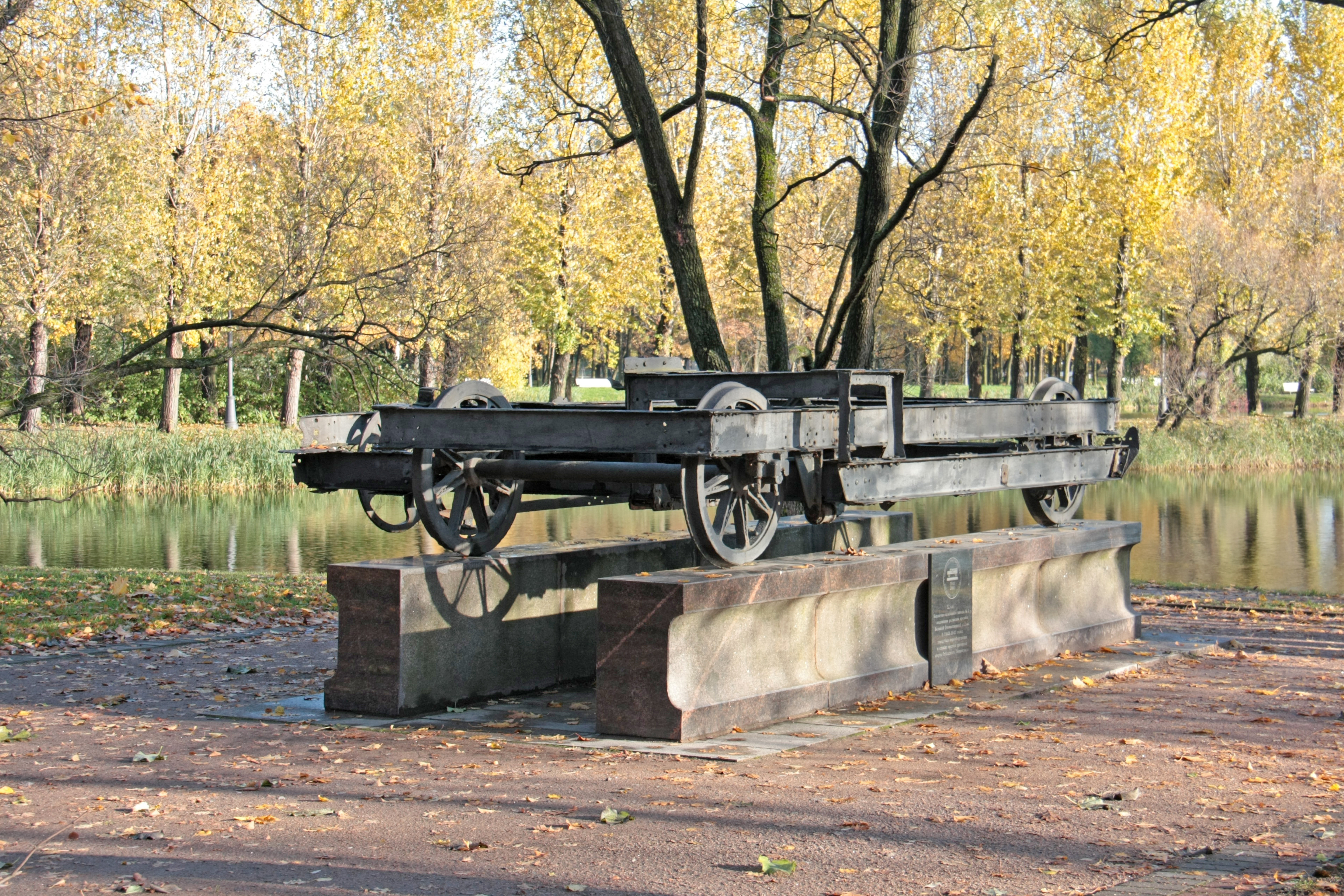
"Un carrello"

La zona commemorativa si trova sul sito di seppellimento dei corpi cremati nei forni del mattonificio durante l'assedio di Leningrado. Siccome molti morti non furono documentati, le stime della quantità delle persone interrate variano tra 132 000 nei documenti ufficiali e 600 000 nei calcoli dei dipendenti della fabbrica. Si tratta degli abitanti morti di fame cosi come i militari uccisi sul campo di battaglia nelle zone suburbane al sud della città. La zona commemorativa è situata dietro la stazione della metropolitana nelle vicinanze dell'ingresso dalla via Pobedy. 

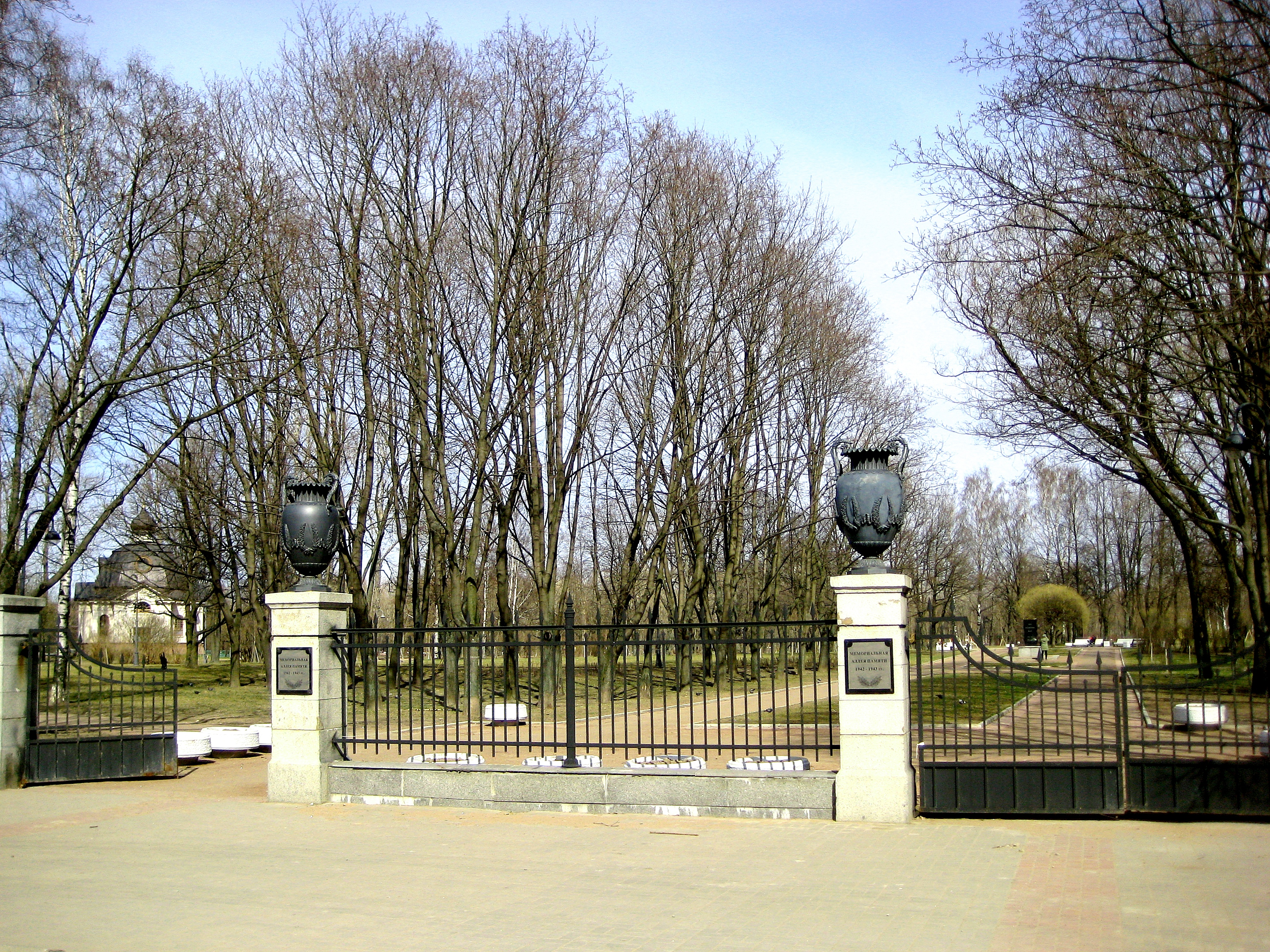
Viale della Memoria

Nel gennaio 1995 sulla riva del laghetto dove erano state scaricate le ceneri dei defunti fu installato un padiglione commemorativo su progetto di E. Šapovalova, un piccolo edificio, a base quadrata coperto dal tetto a due falde supportato dalle colonne ioniche. All'interno si trova un vaso di porfido sul un piedistallo di granito.
Nel gennaio 1996 fu installata una croce ortodossa russa di legno con una tavola commemorativa.
Nel settembre 2001, sulla riva del laghetto, fu posto "Un carrello" messo sul piedistallo formato da due rotaie di granito. Si tratta di un vero carrello del mattonificio risalente al periodo dеlla guerra, recuperato dal fondo dello stesso laghetto e restaurato.
Nel gennaio 2004 venne inaugurato il viale della Memoria, che fu realizzato senza abbattere gli alberi esistenti, utilizzando il già esistente prolungamento di via Pobedy. Sul cancello, all’ingresso da via Bassejnaja, furono posti dei vasi e tavole commemorative. Il viale allargato e bonificato porta al monumento a forma di parallelepipedo rivestito di granito nero e rosso. Su un lato del monumento è scritto "Vi ricordiamo", sull'altro si trova una tavola con il testo della ordinanza datata 7 marzo 1942 "Sull'organizzazione di cremazione al mattonificio numero 1".
Nel maggio 2010, nella zona commemorativa, venne edificata una chiesa ortodossa progettata dall'architetto S. Šusterman, consacrata agli "Ognissanti della terra Russa". Sull'apice della cupola si trova una croce latina per accogliere nella chiesa cristiani di tutte le confessioni.

## Сomplesso architettonico

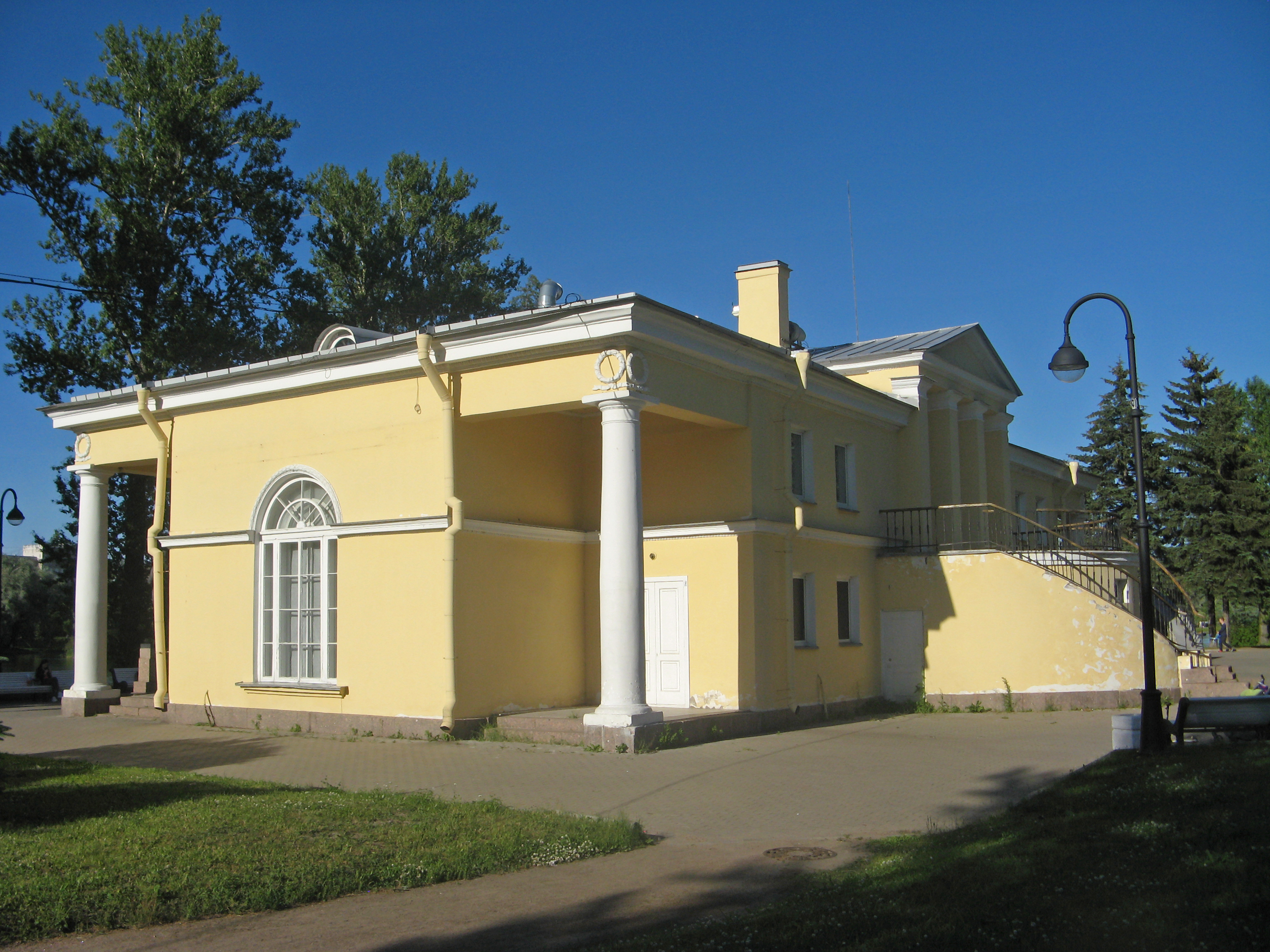
Il padiglione degli scacchi

Il parco abbina tratti regolari e paesaggistici. Tutto il suo territorio e disseminato di padiglioni e statue. Installati negli anni 1950, il padiglione degli scacchi, il teatro estivo, la terrazza, il padiglione di trasformazione, la stazione delle barche fanno parte del progetto originario, appartengono allo stile neoclassico e sono di colore giallo. 
 

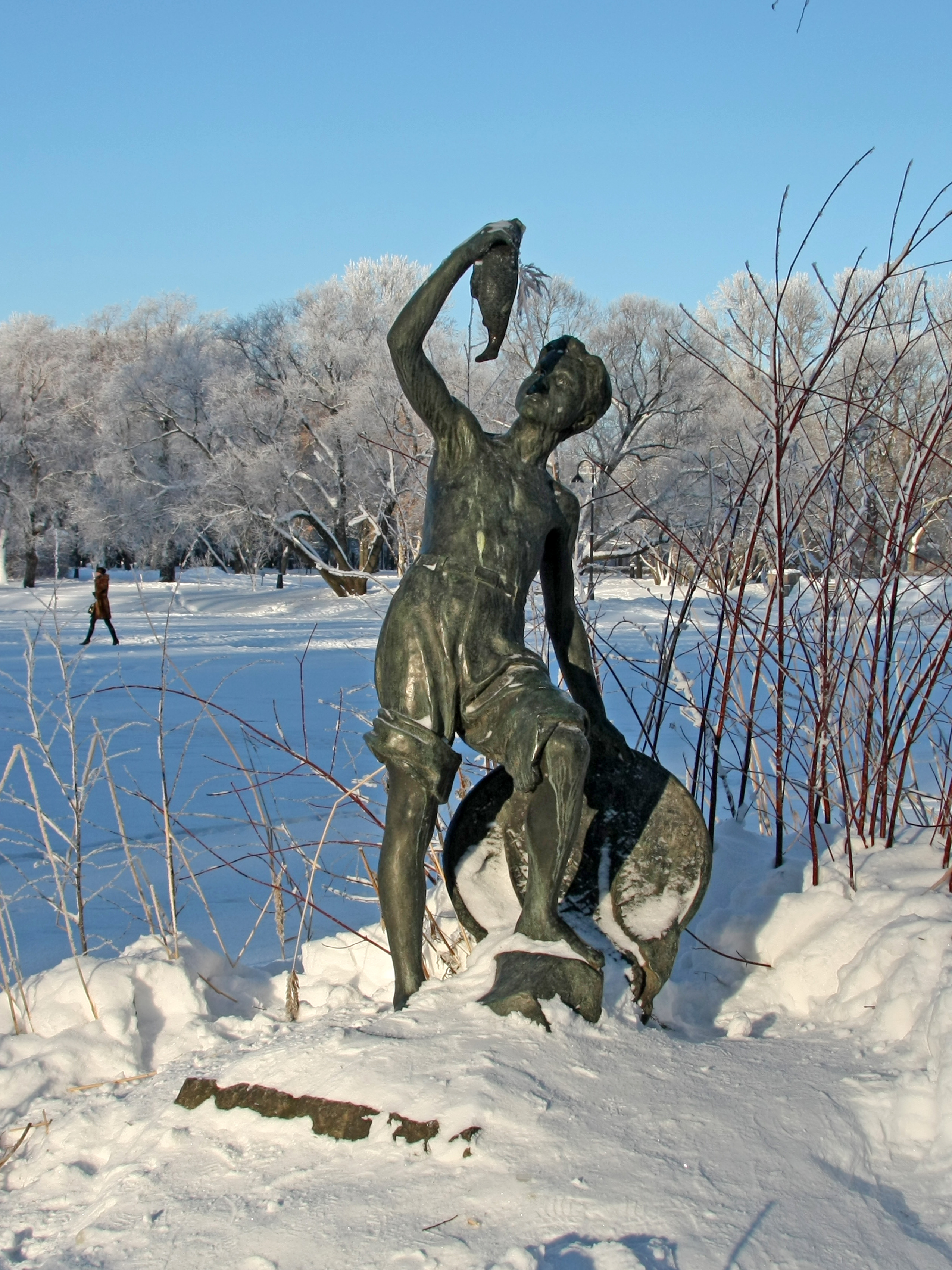
"Ragazzino con pesce"

Tra le statue ci sono monumenti alle persone esistenti: Aleksandr Matrosov, un soldato sovietico che venne ucciso coprendo una mitragliatrice nazista con il proprio corpo, opera di L. Eidlin del 1951; Zoja Kosmodem'janskaja, una partigiana torturata fino alla morte senza rivelare segreti militari, opera di Matvej Manizer del 1951; Raimonda Dien, un'attivista anti-militare francese, che si sdraiò sulle rotaie per fermare un treno con armamenti diretto in Vietnam durante la guerra d’Indocina, opera del 1953 di C. Diveeva. Un duplicato del monumento è installato a Zelenogorsk, una cittadina suburbana nei limiti di San-Pietroburgo. 

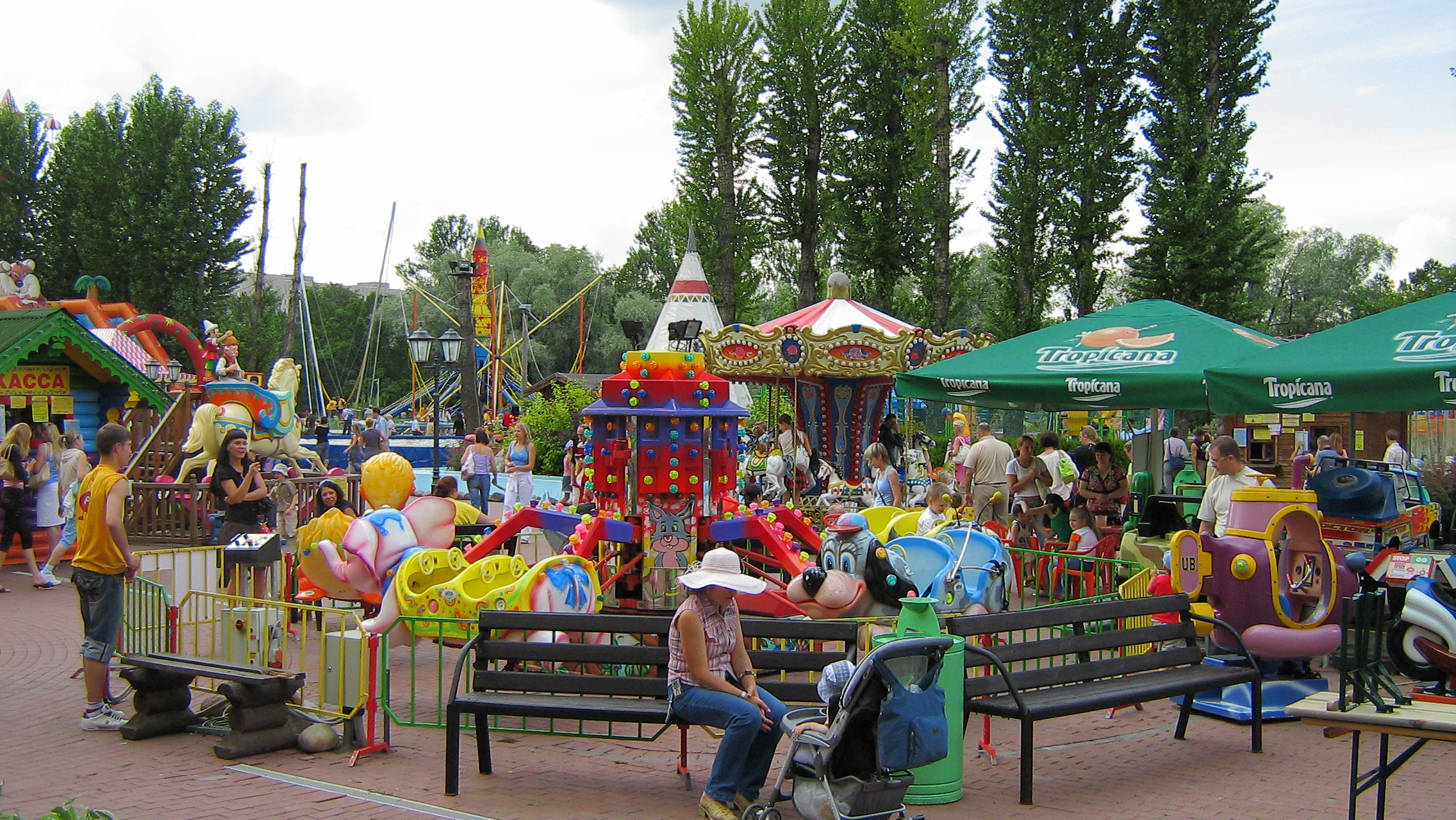
Gagarin park

Altre statue rappresentano immagini generali della guerra, per esempio “Fratelli d’armi” che rappresenta l’incontro d’un militare sovietico con un partigiano cecoslovacco dopo l’offensiva di Praga. È un duplicato della scultura del 1950 installata a Praga, opera di artista ceco Karel Pokornij, che fu regalato alla città di Leningrado nel 1977. La terrazza del padiglione degli scacchi ospita le statue “Fronte”, opera di L. Razumovskij, raffigurante un pilota militare e “Retroterra”, opera di N. Gorenyšev, che rappresenta un'operaia con un proiettile in mano.
Sono presenti nel parco anche sculture tipiche dei parchi cittadini sovietici, non legate alla guerra: “Fanciulle atlete”, “Ammissione ai pioneri”, "Ragazzino con pesce", opera di M. Motovilova, "Ragazzino con navicella", opera di L. Drok.
Il parco ospita un luna park chiamato "Gagarin park", una pista di pattinaggio, un noleggio barche, alcuni campi da tennis e parchi giochi per bambini. Presso via Bassejnaja funziona “Autograd” – una scuola di sicurezza stradale per bambini e ragazzi.

## Natura

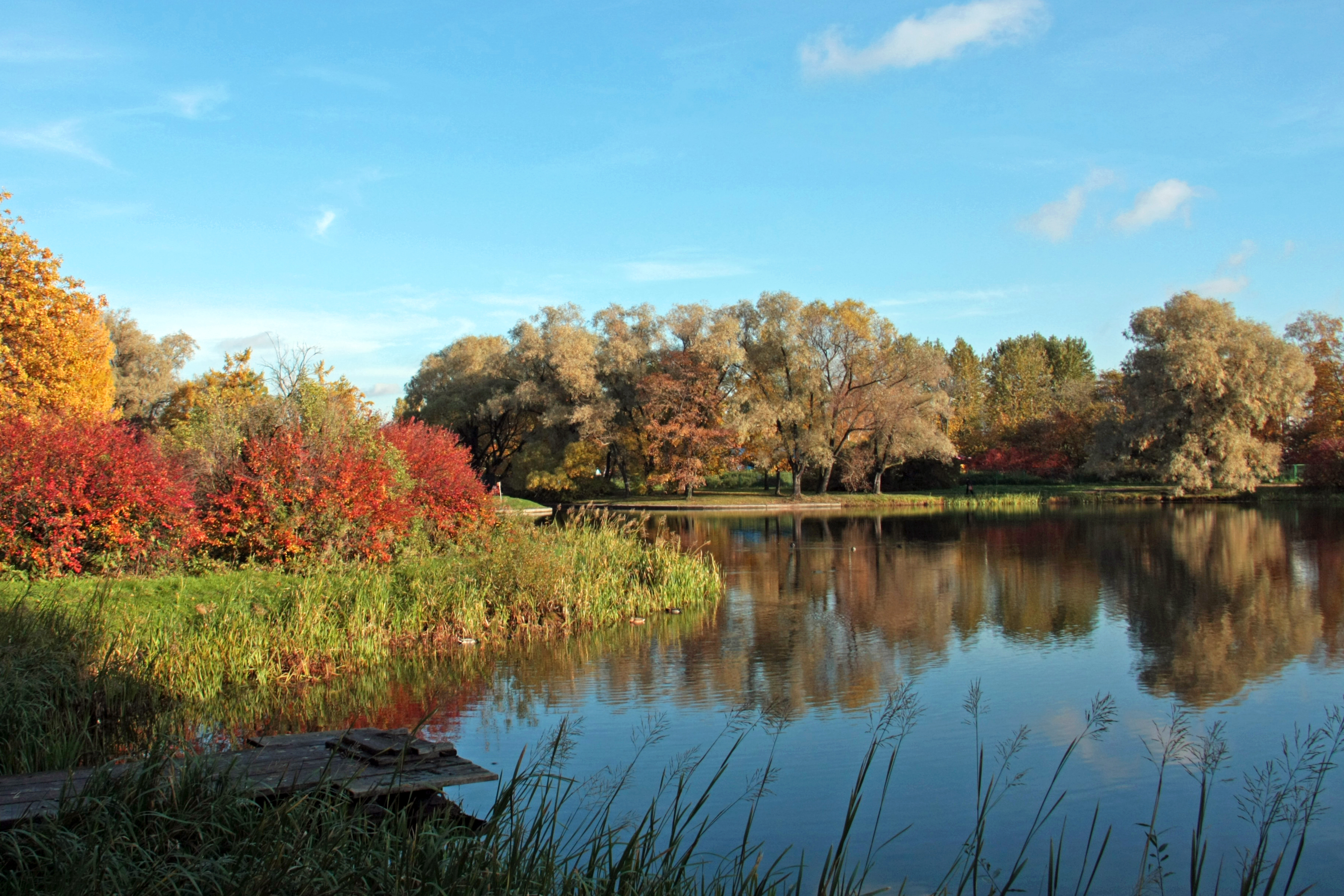

Il parco ospita circa 60 specie di alberi e arbusti, tra i quali pioppi, querce, olmi, frassini, aceri, betulle, ippocastani, tigli, abeti, larici, sorbi, ciliegie a grappoli, lillà, rose, spiraea. Nella parte nord-est ci sono le serre proprie le quali producono fiori da radicare nel parco. Ogni anno sono piantati più di 90 000 fiori. Oltre che di specie vegetali, il parco è ricco di fauna avicola: paridi, fringillidi, turdidi, corvidi e altri. Nei laghetti che occupano 12,9 ettari di superficie del parco sono presenti diversi specie di gabbiani e anatre; vi nidificano, anche, germani reali e folaghe.